# Província de Benguela
La província de Benguela és una província d'Angola. Té una àrea de 31.788 km² i una població de 2.036.662 habitants segons el cens de 2014. La seva capital és la ciutat de Benguela. Limita amb les províncies de Kwanza-Sud al nord, Namibe al sud-oest, Huíla al sud-est, i Huambo a l'est.

## Divisió administrativa
La província de Benguela té els següents municipis:
- Baía Farta
- Balombo
- Benguela
- Bocoio
- Caimbambo
- Chongoroi
- Cubal
- Ganda
- Lobito

## Llengües
Els grups ètnics predominants són els Ovimbundu i ngangela. La llengua majoritària és l'Umbundu, així com el ndombe i el mbwela.

## Història
La corona portuguesa va crear el Regne de Benguela en 1615 per millorar les condicions per desenvolupar la desitjada ruta terrestre cap a Moçambic a través d'Àfrica. El lloc comercial no va hi complir amb les expectatives dels portuguesos en recursos minerals i la qualitat del sòl, de manera que el poble només va poder establir-se per al tràfic d'esclaus, sota el nom de Mbaka.

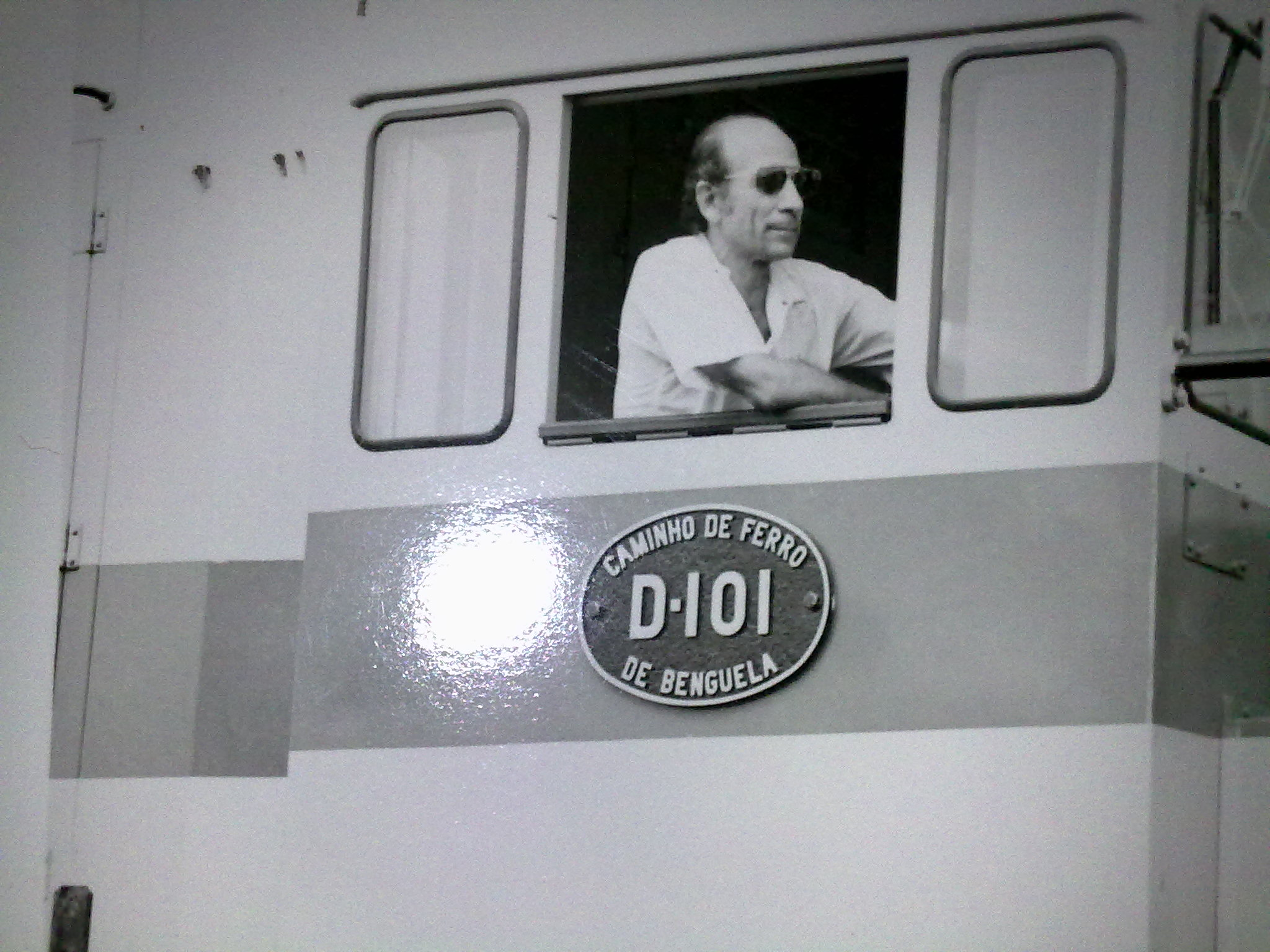
Caminho de Ferro de Benguela (1973)

Amb l'era de l'expansió imperialista dels països europeus adquirint colònies a l'Àfrica, a la fi del segle xix Portugal va augmentar la seva presència a la regió per tal de protegir-la dels avenços de l'Imperi Alemany i altres estats. Fins i tot abans de la Conferència de Berlín de 1884-1885, quan les potències europees es van repartir els territoris colonials africans entre si, Portugal havia enfortit la seva administració colonial ja el 1869, i la va dividir en tres districtes: Luanda, Benguela i Moçamedes (ara Namibe). Des de 1903 es va construir el Caminho de Ferro de Benguela per connectar el port de Lobito amb el Congo Belga, el que va portar a la creixent importància del port i l'emergència de la indústria, en particular el processament de la fibra de sisal. Pel 1912 el ferrocarril de Benguela habia enllaçat Huambo amb Lobito, i la línia fou completada en 1929. Molt després de 1938 Benguela esdevingué un magatzem comercial important del comerç d'ivori i cautxú.
Des de la dècada de 1960, amb l'augment de la competència en el comerç de sisal a tot el món, les riques reserves de peix de la costa han estat un dels principals motors econòmics de la regió. Des de finals de 1960 l'estructura de la població ha canviat, en part a causa de l'agitació econòmica regional, l'emigració massiva de colons europeus a la Angola quan es va independitzar el 1975, i l'afluència de molts desplaçats interns durant la Guerra Civil angolesa (1975- 2002). Xifres de 1988 indiquen que la població desplaçada a la província era de 21.478, que viuen en nou campaments.